# Consejo General de Policía
El Consejo General de Policía es una instancia asesora del Ministerio del Interior de Venezuela, con competencia en materia de seguridad ciudadana cuya misión es coadyuvar a la definición, planificación y coordinación de las políticas públicas en materia del servicio de policía, así como en el desempeño profesional de los policías.

## Orígenes
Este Consejo fue creado en seguimiento de lo establecido en el Decreto con Rango, Valor y Fuerza de Ley Orgánica del Servicio de Policía y del Cuerpo de Policía Nacional en atención al deber del Estado de garantizar la seguridad ciudadana y la prevención del delito en un macro de garantía de la legalidad, del libre ejercicio de los derechos humanos, de la eficacia y la eficiencia administrativa y el respeto a la dignidad humana.
Esta instancia fue instalada por el ministro de Interior, Tareck El Aissami, el 2 de julio de 2009 según Resolución Ministerial número 240 publicada en Gaceta Oficial número 39.211.
Su primera asignación es diseñar las políticas públicas que en materia policial sean necesarias de cara a la reforma policial y la implementación de la Ley Orgánica del Servicio de Policía y del Cuerpo de Policía Nacional.
La Secretaría Ejecutiva del Consejo General de Policía sirve como enlace y da seguimiento a sus recomendaciones, facilitando la comunicación con las instancias que conforman el Sistema Integrado de Policía, así como cualquier otra comisión o grupo de trabajo que se considere pertinente para la consideración de un tema especializado. 

## Atribuciones
1. Proponer las políticas públicas y los planes en el ámbito policial a nivel nacional.
2. Proponer la adopción de los estándares del servicio, reglamentos de funcionamiento, manuales de procedimientos, organización común exigida para todos los cuerpos de policía, programas de formación policial y mecanismos de control y supervisión, a fin de unificar lo necesario y facilitar el desempeño policial dentro de un marco previsible y confiable de actuación, incluyendo la participación de programas de asistencia técnica y la adopción de los correctivos correspondientes.
3. Recomendar al Órgano Rector la aplicación de los programas de asistencia técnica y la adopción de los correctivos correspondientes.

## Integrantes
- M/G Gustavo González López (Presidente): Ministro del Poder Popular para Relaciones Interiores, Justicia y Paz
- Pablo Fernández Blanco (Secretario Ejecutivo): Especialista en materia policial y Derechos Humanos
- G/D Giuseppe Cacioppo: Representante del Viceministerio del Sistema Integrado de Policía (Visipol)
- Katherine Harrington: Representante del Viceministerio del Sistema Integrado de Investigación Penal (Visiip)
- Jorge Luis García Carneiro: Representante por los Gobernadores y Gobernadoras del país.
- Francisco Garcés: Representante por los Alcaldes y Alcaldesas del país.
- Zair Mundaray: Representante del Ministerio Público
- Ileana Ruiz: Representante de la Defensoría del Pueblo
- Juan Carlos Castro: Representante del Tribunal Supremo de Justicia
- -Lismirdi Tortoza: Representante de la Defensa Pública
- Comisionado Jefe (PNB) Juan Francisco Romero: Representante por el Cuerpo de Policía Nacional Bolivariana
- Comisionado Agregado (Policía estadal Falcón) Alfredo José Piña: Representante por los cuerpos de policía estadales
- Comisionado (Policía municipal Guacara) Power Cano: Representante por los cuerpos de policía municipales
- Supervisor (PNB) José Luis García Pinto: Representante por la Universidad Nacional Experimental de la Seguridad (UNES)
- Comisario General (CICPC) Douglas Rico: Representante y Especialista en Investigación Penal
- Comisionado jefe (PNB) César Molina: Especialista en materia policial y régimen disciplinario  -Comisionada (Policía municipal Girardot) Aimara Aguilar Especialista en materia policial y formación